# Rengsjö
Rengsjö is een plaats in de gemeente Bollnäs in het landschap Hälsingland en de provincie Gävleborgs län in Zweden. De plaats heeft 272 inwoners (2005) en een oppervlakte van 59 hectare.